# Vall de la Bonaigua
La vall de la Bonaigua és una de les valls amb més renom del Pirineu català, per ésser durant molt temps la via de comunicació principal entre la vall d'Aran i la resta del país. Situada al sud de la serralada del Pirineus, el seu origen és glacial, com la majoria de les valls properes. Té una orientació general d'est-oest, i s'estén al llarg d"uns deu quilòmetres entre el Port de la Bonaigua a 2.072 metres d'altitud i el Pont de la Mola, a Sorpe, a 1.258 metres. Té una extensió de 40,6 quilometres quadrats, dels quals més del 60% són sobre els 2.000 metres d'altitud. A la capçalera destaquen els circs de Cabanes i Gerber.
Forma part del municipi d'Alt Àneu, a la subcomarca de les valls d'Àneu, al nord-oest del Pallars Sobirà. Aproximadament la meitat de la vall, la que es troba al sud del riu de la Bonaigua, forma part de la zona perifèrica del Parc Nacional d'Aigüestortes i Estany de Sant Maurici.

## Una vall glacial
En la fase de màxima glaciació, la vall de la Bonaigua estava ocupada per una llengua glacial de 10 quilòmetres de longitud que confluïa amb la glacera principal de la Noguera Pallaresa (a la zona de confluència el gel arribava als 530 metres d'alçada, que es convertien en més de 800 metres a la cubeta d'Esterri d'Àneu). La glacera de la Bonaigua estava alimentada pels gels procedents dels grans circs de Gerber i Cabanes, dels circs penjats de l'Estany Pudó, Clot de les Arts i Clot dels Tres Puis, de la glacera de plataforma del Pic del Muntanyó i de la transfluència glacial del Port de la Bonaigua (amb gels procedents de la glacera de la Garona).
Al màxim glacial el gel supera la divisòria amb la veïna vall de Son, generant una transfluència glacial amb importants dipòsits morrènics.

## Geografia
La vall de la Bonaigua té un fort desnivell. Els seus peus es troben a una alçada de 1.258 metres, i la capçalera a 2.072 metres. És una vall estreta i allargada, envoltada a banda i banda per pendents escarpats, i oberta en els dos extrems. Per l'est desemboca a les valls d'Àneu, i per l'oest a la Vall d'Aran a través del port de la Bonaigua, el qual forma part de la carena axial pirinenca.

### Cims, serres i colls

#### Límit oriental (E)
La vall de la Bonaigua desaigua al nord-oest de la vall d'Àneu.

#### Vessant meridional (S)
En el vessant meridional destaquen dues valls subsidiàries, encaixades per altes carenes. La relació d'elements orogràfics és la següent:
- Vall de Gerber. És una vall penjada, a la qual s'hi accedix des la vall de la Bonaigua per la zona de La Peülla, a 1.900 metres d'alçada. El riu de Gerber cau, en un espectacular salt de 125 metres de desnivell, anomenat Salt de Comials, sobre la vall de la Bonaigua.
- Pui de les Ares, massís amb una alçada de 2.611,9 metres d'altitud.
- Pui de la Bonaigua. És el pic més alt de la vall, amb 2.778 metres d'alçada.
- Vall de Cabanes. Els peus de la vall es troben vora el nucli de la Bonaigua de Baix.

#### Vessant occidental (O)

Núvols lliscant des del cap del port. Al centre, la vall de Gerber

En el vessant occidental es troba el Port de la Bonaigua, que comunica el Pallars Sobirà i la vall d'Aran. El port forma part del Pirineu axial, separant la conca mediterrània de l'atlàntica. Tradicionalment, el port era nomenat Port Pallàs des de l’Aran, i de Pedres Blanques des del Pallars.

#### Vessant septentrional (N)
La carena nord de la vall de la Bonaigua forma part del massís de Beret. Començant per llevant, els elements orogràfics més rellevants són els següents:
- Serra de Les Roies, la qual s'inicia al poble de Sorpe, i guanya alçada ràpidament fins a assolir un màxim de 2.189,2 metres.
- Pic del Muntanyó, de 2.454 metres d'altitud.
- El Cap de Comials, de 2.441 metres. Sota el cim hi han instal·lades unes defenses antiallaus, per evitar que la neu caigui sobre la carretera C-28.
- Coll de l'estany Pudo, de 2.337 metres.
- Tuc de la Cigalera, de 2.497 metres.
- Collada del Muntanyó, de 2.428,7 metres.

### Estanys i Rius
El riu de la Bonaigua neix a la capçalera de la vall. Rep els afluents procedents de les valls de Gerber i de Cabanes. En el curs mig forma l'estany de la Senyora, i acaba desaiguant a la Noguera Pallaresa.

## Vegetació
Els peus de la vall de la Bonaigua es troben dintre de l'estatge montà, per donar pas a l'estatge subalpí, que abasta des dels 1.600 metres d'altitud fins al 2.300, als quals la capçalera de la vall no hi arriba. En el vessant obac de la vall es troba la Mata de València, l'avetosa més gran i extensa del Pirineu, present des dels 1.100 als 1.900 metres d’altitud. En contrapartida, a la solana hi ha un dens mosaic vegetal format sobretot per diferents pastures alpines, roquissars, pedrusques i formacions subarbustives com la ginesta d'escombres.
A les ribes del riu de la Bonaigua s'hi troben saüquers, avellaners i bedolls; aquest dos últims també son els primers colonitzador de les clarianes provocades per les allaus a les avetoses. Al terç superior de la vall abunden els prats de pastura.

## La transhumància

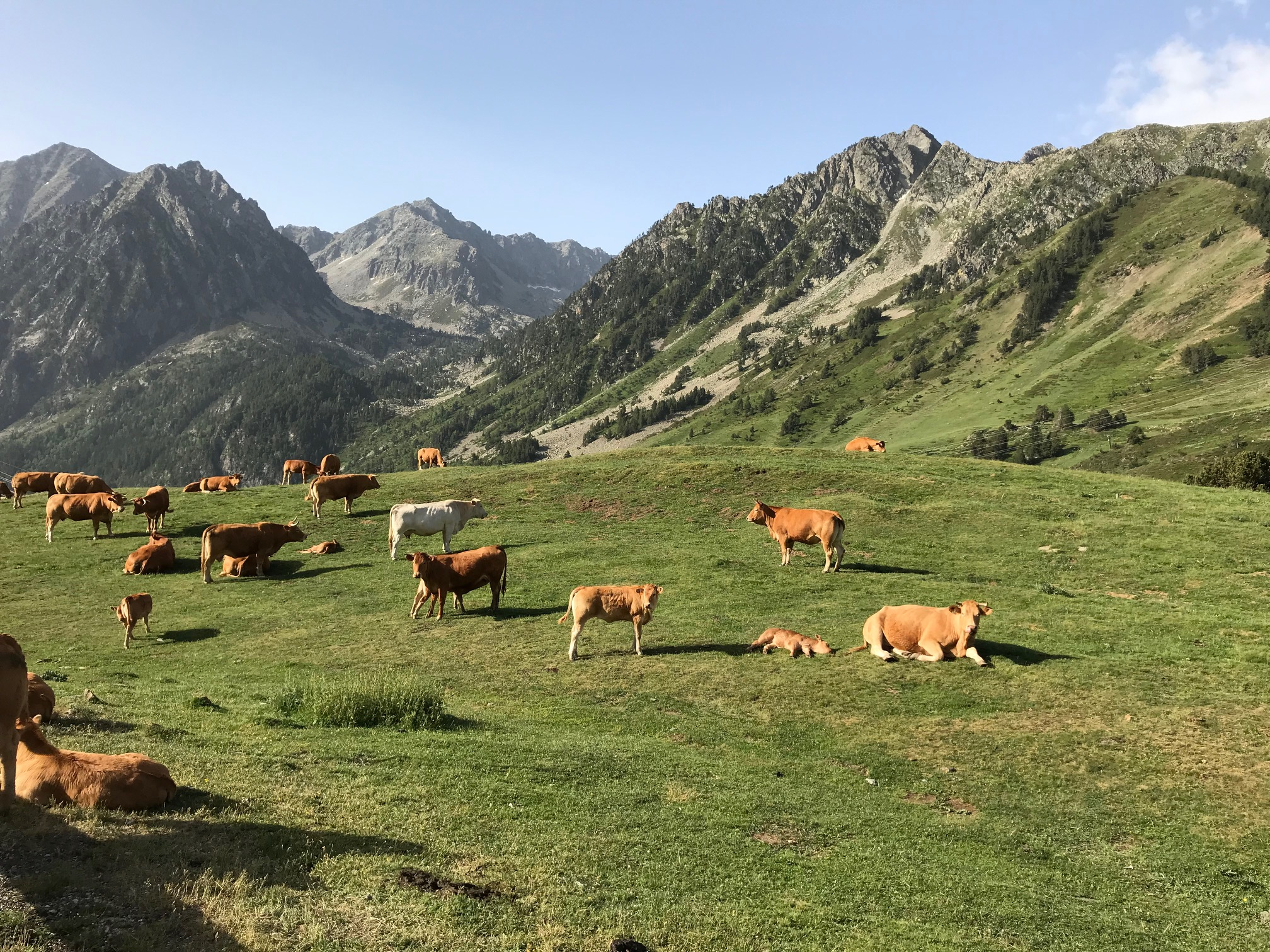
Ramat de vaques a la capçalera de la vall

Tradicionalment, durant els mesos més càlids, la vall de la Bonaigua era una zona de transhumància dels ramats. A València d’Àneu a mitjans de maig es formava un ramat amb totes les vaques del poble, i se les feia anar a la Mata de València on pasturaven dins del bosc i de nit es tancaven a la Cabana Vella. Entre Sant Joan i Sant Pere es duien al port de la Bonaigua, on coincidien amb els animals d'altres pobles de les valls d’Àneu, per marxar cap a l'estany de Gerber fins que a principis de setembre, o abans en funció del temps, ja tornaven a baixar.
Les egües, normalment, després de l'estany de Gerber les portaven a Es Garguilhs, una partida del Circ de Colomèrs que els propietaris del bestiar arrendaven fins al primer o el segon diumenge d’octubre. Quan començava a canviar el temps es feia baixar el bestiar: primer al port de la Bonaigua i després a la Mata de València, on les vaques s’hi estaven des de primers de setembre fins al 15 d’octubre. A partir d’aquesta data el pastor plegava i cada propietari havia de fer-se càrrec dels seus animals.

## Excursions i travesses

### Refugi del Gerdar
Als peus de la vall de Cabanes es troba el refugi guardat del Gerdar, al qual s'hi accedix per una carretera asfaltada i que serveix de base per realitzar múltiples excursions i travesses en qualsevol època de l'any. L'any 2020, es fer una ampliació addicional de la travessa Carros de foc, que passa pel refugi del Gerdar, com a pas intermedi entre el refugi del Pla de la Font i el refugi d'Amitges.

## Impacte humà

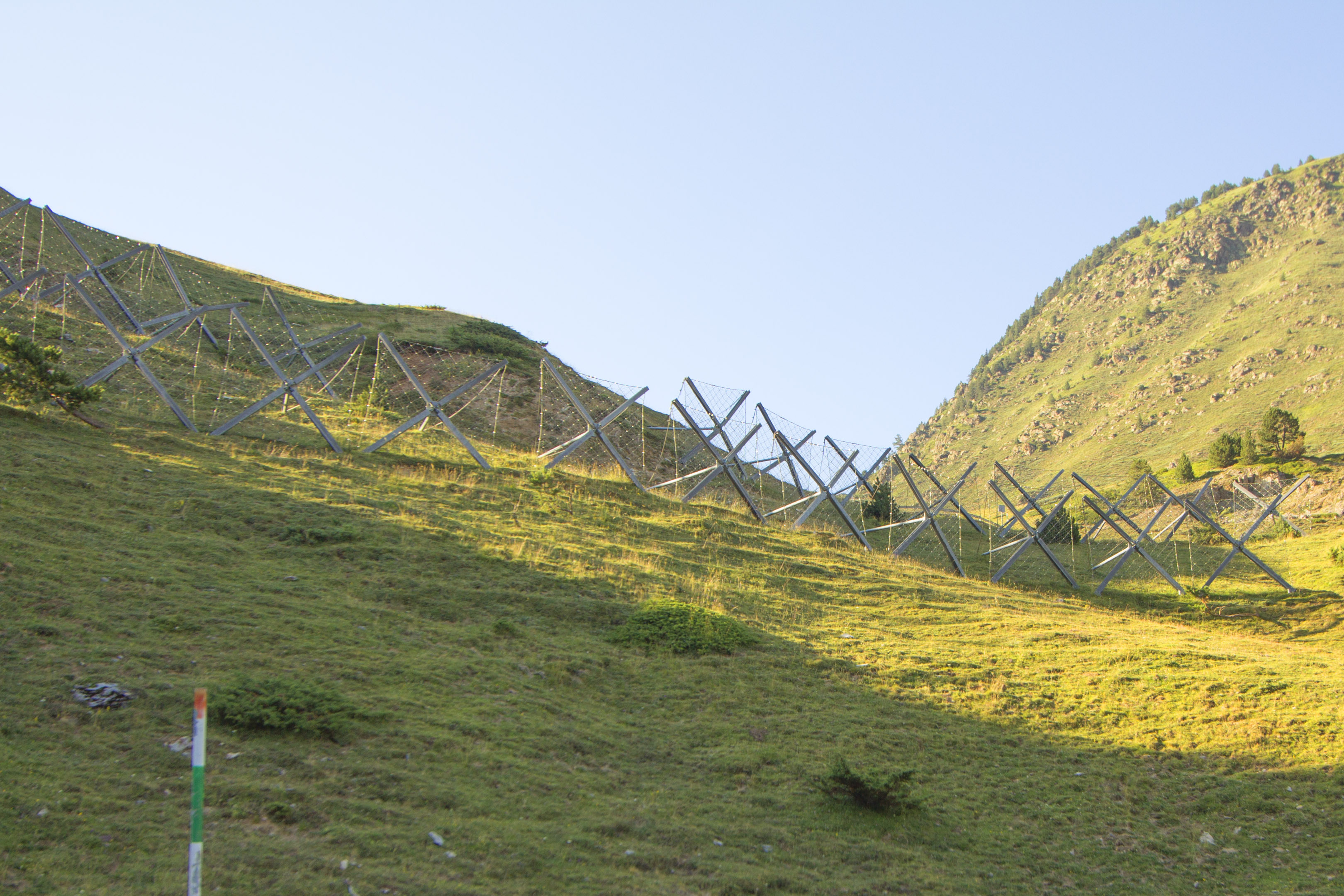
Defenses anti allaus a la cota de 1.815 metres

### Carretera C-28
La C-28 ressegueix la vall de la Bonaigua, i originalment era un tram de la carretera que anava des de Balaguer fins a la frontera francesa a Pont de Rei, a la vall d'Aran. L'estretor de la vall, juntament amb el seu fort desnivell, va fer necessària la construcció de nombrosos revolts, molt tancats, per poder ascendir fins al port de la Bonaigua. La construcció va començar el 1919 i va ser inaugurat el 1923. El responsable de dirigir les obres de construcció de la carretera fou Nicolàs de Arespacochaga i Salicrup, enginyer de camins de la Prefectura d'Obres Publiques de Lleida. L'obertura de la carretera permetria posteriorment la instal·lació de la línia telefònica amb la vall d'Aran, servei que s'inaugurà el desembre de 1925.
Al llarg dels anys s'han construït nombroses defenses antiallaus per protegir la carretera. La primera màquina llevaneus utilitzada fou una Benach, fabricada a Sant Sadurní d’Anoia abans de 1929.
En el quilòmetre 51,9 de la carretera, a 1.768 metres d'altitud, hi ha el santuari de la Mare de Déu de les Ares. Cada 7 de juliol s'hi celebra un aplec força concorregut pels habitants de la comarca.
- Carretera C-28 des del santuari de la Mare de Déu de les Ares

### Línies elèctriques
L'inici de l'explotació de la central hidroelèctrica de Cledes a la vall d'Aran va fer necessària la construcció d'una línia d'alta tensió de transport d'electricitat entre Les i La Pobla de Segur. Per assegurar-ne la disponibilitat tot l'any fou necessari construí el 1924 un edifici al port de la Bonaigua amb la finalitat d'allotjar empleats i un magatzem de materials, per a l'ús i manteniment de la línia d'alta tensió.
Actualment (abril de 2021) diverses línies d'alta tensió ressegueixen la vall, causant un fort impacte visual.

### Estació d'esquí de Baquèira Beret
El creixement de l'estació de Baqueira-Beret ha ocupat sempre més la capçalera de la vall. El 1994 s'hi va construir un nucli de serveis i un telecadira al port de la Bonaigua. El 2003 s'hi van ampliar les instal·lacions i es construí el nucli de Bonaigua 1900, també conegut com la Peülla. Unes ampliacions addicionals cap a la vall de Gerber han estat bloquejades pels tribunals de justícia en el mes de desembre de 2020. En la mateixa sentència també es prohibia l'abocament d'aigües depurades al riu de la Bonaigua.